# 伊予市站
伊予市站（日语：／ Iyoshi eki */?）是位在日本愛媛縣伊予市、隸屬於四國旅客鐵道（JR四國）的鐵路車站。車站編號為U05，是伊予市的中心車站。自2008年起，所有特急列車均停靠。車站副題為「與平家有關的五色海岸之站」（平家ゆかりの五色浜の駅）。
本站是現時予讚線電化區域的終點站。所有電聯車只能行駛至此。如要再前往宇和島方向，則只能使用氣動車。也正因如此，使本站成為予讚線上的其中一個區間車總站，不過班次相對較少。現時每日設有3班下行經內子站來往八幡濱站，以及9班上行來往松山、伊予北條、伊予西條或今治的區間車。
距離車站不足100米之處，是伊予鐵道郡中線的終點站郡中港站。因此松山～伊予之間的乘客便成為了兩間鐵路公司一直以來所爭取的對象，亦促成了JR四國加停特急列車的原因。

候車室（2024年4月）

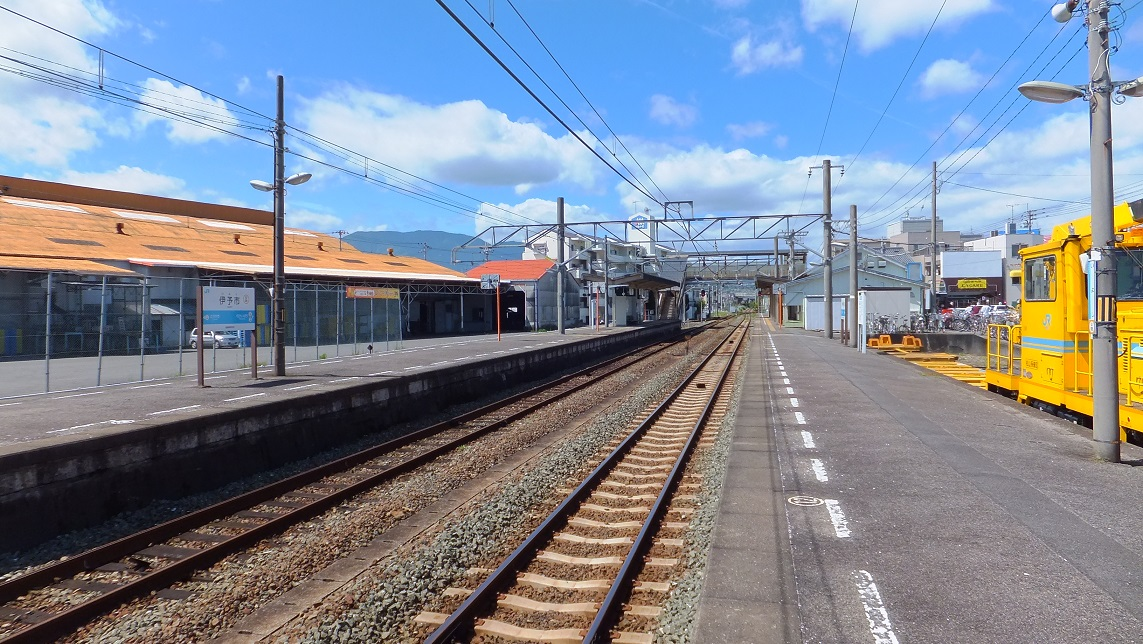
月台（2015年7月）

## 車站構造
設有單層木製站舍一座，1980年代起的多次翻新時，均曾塗以代表愛媛縣蜜柑的橙色，2009年進行翻新及塗漆工程時，則重新塗上JR四國的會社色。
車站內設有站務員室及票務處（但不設有綠窗口）、自動售票機、候車大堂。過住曾設有JR四國子公司四國便利商店，但現時已經撒出，相關位置亦已還原為候車大堂。至於洗手間則設於月台範圍內，另外亦有獨立洗手間的建築物於站外。
設有側式月台及島式月台各1個，共提供2面3線的配置。側式月台為1號月台，是大部份列車的主要停靠月台。位於島式月台的2、3號月台則主要用作區間車起訖，或是需要避車時使用。月台之間以行人天橋連接。

### 月台配置
| 月台 | 路線    | 方向 | 目的地                                   | 備註                                                              |
| ---- | ------- | ---- | ---------------------------------------- | ----------------------------------------------------------------- |
| 1    | ■予讚線 | 下行 | 伊予大洲、八幡濱、宇和島方向             | 特急列車及部份普通列車停靠站，觀光列車通過站                      |
| 1    | ■予讚線 | 上行 | 松山、伊予北條、伊予西條、高松、岡山方向 | 特急列車及部份普通列車停靠站，觀光列車通過站                      |
| 2、3 | ■予讚線 | 下行 | 伊予大洲、八幡濱、宇和島方向             | 區間車起訖站 部份普通列車及觀光列車「伊予灘物語」（道後篇）停車站 |
| 2、3 | ■予讚線 | 上行 | 松山、伊予北條、伊予西條方向             | 區間車起訖站 部份普通列車及觀光列車「伊予灘物語」（道後篇）停車站 |

## 歷史
- 1930年2月27日：日本國鐵讚予線由松山伸延至本站,，開業，稱為「南郡中站」（みなみぐんちゅうえき）[4]。
- 1932年12月1日：予讃線由本站伸延至伊予上灘站。
- 1950年3月20日：昭和天皇戰後巡幸，御召列車行走本站～八幡濱之間[5]。
- 1957年4月1日：改稱為「伊予市站」。
- 1984年2月1日：貨物提取服務取消[4]。
- 1985年3月14日：手提行李提取服務取消[4]。
- 1986年3月3日：向井原～內子間新線開通，事實上成為了新、舊線的轉乘站。
- 1987年4月1日：國鐵分割民營化，本站由四國旅客鐵道承繼[4]。
- 1990年11月21日：伊予北條～本站電化[6]。
- 2008年3月15日：隨時間表改正，全部特急列車均停靠。
- 2024年3月16日：終日無人化[7][1]。

## 利用狀況
以下資料出自愛媛縣統計情報及伊予市統計書。其中伊予市該統計書每隔五年出版一次。愛媛縣統計情報現時已沒有上載子部份。
| 上下車人數推算 | 上下車人數推算                 | 上下車人數推算                 | 上下車人數推算 |
| 年度           | 1日平均上車人數 （愛媛縣統計） | 1日平均上落人數 （伊予市統計） | 出處           |
| -------------- | ------------------------------ | ------------------------------ | -------------- |
| 2000           | 780                            | ---                            | [ 統計 1 ]     |
| 2001           | 758                            | ---                            | [ 統計 1 ]     |
| 2002           | 690                            | ---                            | [ 統計 1 ]     |
| 2003           | 695                            | ---                            | [ 統計 1 ]     |
| 2004           | 688                            | ---                            | [ 統計 1 ]     |
| 2005           | 695                            | ---                            | [ 統計 1 ]     |
| 2006           | 675                            | ---                            | [ 統計 1 ]     |
| 2007           | 688                            | 1,452                          | [ 統計 2 ]     |
| 2008           | 662                            | 1,396                          | [ 統計 2 ]     |
| 2009           | 625                            | 1,336                          | [ 統計 2 ]     |

| 上下車人數推算 | 上下車人數推算             | 上下車人數推算 |
| 年度           | 1日平均人數 （伊予市統計） | 出處           |
| -------------- | -------------------------- | -------------- |
| 2010           | 1,310                      | [ 統計 2 ]     |
| 2011           | 1,300                      | [ 統計 2 ]     |
| 2012           | 1,258                      | [ 統計 3 ]     |
| 2013           | 1,216                      | [ 統計 3 ]     |
| 2014           | 1,110                      | [ 統計 3 ]     |
| 2015           | 1,142                      | [ 統計 3 ]     |
| 2016           | 1,174                      | [ 統計 3 ]     |
| 2017           | 1,182                      | [ 統計 4 ]     |
| 2018           | 1,084                      | [ 統計 4 ]     |
| 2019           | 1,034                      | [ 統計 4 ]     |
| 2020           | 824                        | [ 統計 4 ]     |
| 2021           | 848                        | [ 統計 4 ]     |

## 相鄰車站
四國旅客鐵道（JR四國）
■予讚線
■特急「宇和海」（大部份）
松山（U00） - 伊予市（U05） - 內子（U10）
■特急「宇和海」2、4、6、23、25、27、31號
松山（U00） - 伊予市（U10） - 伊予中山（U08）
■旅遊列車「伊予灘物語」
通過
■普通
鳥之木（U04）－伊予市（U05）－向井原（U06、S06）

### 統計資料
1. ↑  愛媛縣統計情報網上版—主要車站旅客發着人數。（至平成23年）。 （页面存档备份，存于）（日語）
2. 1 2   (PDF).   [2025-07-25]. （原始内容存档 (PDF)于2024-12-10）.
3. ↑   (PDF).   [2025-07-25]. （原始内容存档 (PDF)于2023-02-04）.
4. ↑  10. 運輸・通信 —　いよしの統計（令和4年度版）

## 外部連結
- JR四國伊予市站 （页面存档备份，存于）